# Distretto urbano di Tabora
Il distretto urbano di Tabora è un distretto della Tanzania situato nella regione di Tabora. È suddiviso in 29 circoscrizioni (wards) e conta una popolazione di 308 741 abitanti (censimento 2022).

## Suddivisione amministrativa
Il distretto è diviso nelle seguenti circoscrizioni (wards), tra parentesi gli abitanti (censimento 2022):
1. Chemchem (10 924)
2. Cheyo (9 404)
3. Gongoni (7 094)
4. Ifucha (4 680)
5. Ikomwa (8 619)
6. Ipuli (20 816)
7. Isevya (12 782)
8. Itetemia (8 465)
9. Itonjanda (3 313)
10. Kabila (7 712)
11. Kakola (4 047)
12. Kalunde (9 776)
13. Kanyenye (11 218)
14. Kidongo Chekundu (11 424)
15. Kiloleni (9 329)
16. Kitete (12 693)
17. Malolo (12 366)
18. Mapambano (8 944)
19. Mbugani (20 607)
20. Misha (8 276)
21. Mpela (19 016)
22. Mtendeni (16 983)
23. Mwinyi (16 531)
24. Ndevelwa (10 940)
25. Ng'ambo (17 829)
26. Ntalikwa (5 249)
27. Tambukareli (5 396)
28. Tumbi (7 760)
29. Uyui (8 438)